# Noël Blanc (Laura Pausini)
Noël Blanc è la versione francese di White Christmas, un brano musicale natalizio del 1940, interpretato dalla cantante italiana Laura Pausini nel 2016. È il primo ed unico singolo in Francia e Canada dell'album Laura Xmas (versione francese), trasmesso in radio dal 4 novembre 2016, in contemporanea con l'uscita dell'album.

## Il brano “Noël Blanc”
Noël Blanc è la versione francese di White Christmas, una tradizionale canzone natalizia statunitense composta nel 1940 da Irving Berlin e cantata per la prima volta da Bing Crosby.
Nel 2016 la cantante ha interpretato una versione del brano con la collaborazione della Patrick Williams Orchestra, registrata nei Capitol Studios di Los Angeles e pubblicata solo in Francia e Canada come primo singolo dell'album Laura Xmas (versione francese), quest'ultimo contenente dodici classici della tradizione natalizia. Ha interpretato anche la versione in lingua inglese White Christmas, inserita nell'album Laura Xmas (versione italiana)/Laura Navidad, ma non estratta come canzone.

## Video musicale
Il videoclip (in lingua francese) è stato diretto dal regista Gaetano Morbioli e registrato al Teatro comunale Ebe Stignani di Imola il 4 ottobre 2016 con la presenza di 200 iscritti appartenenti al fanclub Laura4U dell'artista. Lo speciale natalizio venne trasmesso il 24 dicembre 2016 su Melody in Francia (Speciale di Natale con Laura Pausini), su La 1 in Spagna e su Univision negli Stati Uniti (Navidad con Laura Pausini) (pubblicato poi nel 2017 sul DVD del cofanetto Laura Xmas - Deluxe Edition).
Nel 2017 il videoclip viene inserito sul DVD del cofanetto Laura Xmas - Deluxe Edition.

## Tracce
1. Noël Blanc
2. White Christmas